# Belle et Sébastien
Belle et Sébastien é um romance da autora francesa Cécile Aubry, sobre um miúdo de seis anos chamado Sébastien e seu animal de estimação Belle, um cão de montanha dos Pirenéus que vive numa aldeia dos Alpes Franceses, perto da fronteira com a Itália. Sébastien vive com seu avô, irmã, e irmão, já que sua mãe, uma cigana, morreu após dar à luz a ele, enquanto tentava atravessar a fronteira no dia de São Sebastião.

## Adaptações

### Belle et Sébastien (1965–1970)
A série de televisão foi filmada a preto e branco em França, e emitida entre 1965 e 1970. Também foi transmitida em Portugal pela Rádio e Televisão de Portugal no ano de 1969. Teve duas sequelas, a versão de 1968, intitulada Sébastien parmi les hommes, e a versão de 1970, intitulada Sébastien et la Mary-Morgane. A série deu origem ao nome da banda escocesa Belle & Sebastian.

### Meiken Jolie (1981)
A versão em animé intitulada Meiken Jolie, foi criada na década de 1980 pelos estúdios MK Company, Visual 80 Productions e Tōhō Company, Ltd., e dirigida por Keiji Hayakawa. Foi transmitida na Rádio e Televisão de Portugal em 1983.

### Belle et Sébastien (2013)
Em 2013 o romance ganhou uma adaptação cinematográfica pelo realizador francês Nicolas Vanier, que estreou a 18 de dezembro de 2013.

### Belle et Sébastien, l'aventure continue (2015)
O filme de 2013 teve uma sequela intitulada Belle et Sébastien, l'aventure continue, que foi realizada pelo canadiano Christian Duguay, e lançada a 9 de dezembro de 2015.